# Ward Goodenough
Ward Hunt Goodenough, né le 30 mai 1919 et mort le 9 juin 2013, est un anthropologue américain, qui a contribué aux études de parenté, à l'anthropologie linguistique, aux études interculturelles et à l'anthropologie cognitive.

## Biographie et œuvres majeures
Goodenough est né le 30 mai 1919 à Cambridge, Massachusetts, où son père était un étudiant diplômé de la Harvard Divinity School. Quand il était enfant, sa famille a déménagé entre l'Europe et l'Allemagne comme son père a effectué des recherches sur un doctorat. En conséquence, Goodenough a développé un intérêt précoce pour l'allemand et les langues en général. Il a commencé à fréquenter l'école Groton en 1932. En 1937, il a commencé à étudier à l'université Cornell. Il s'est spécialisé dans les langues et la littérature scandinaves, mais a également été influencé par le psychologue Leonard S. Cottrell Jr., et l'anthropologue Lauriston Sharp. Il a obtenu un baccalauréat en 1940 et a décidé de poursuivre des études supérieures en anthropologie. Il s'est inscrit à l'université Yale, mais ses études ont été interrompues par la Seconde Guerre mondiale. Pendant la guerre, Goodenough a travaillé sous la direction de Samuel Stouffer dans l'unité de recherche de la Division de l'Information et de l'Éducation du ministère de la Guerre, entre autres postes. Au cours de cette période, il a développé une expertise en méthodes de recherche quantitative ainsi qu'en psychologie sociale clinique.
Après la guerre, Goodenough est retourné à Yale. Là, il a été étudiant de George Peter Murdock, qui a supervisé sa thèse. Il a également suivi des cours avec Bronislaw Malinowski et Ralph Linton. En 1947, Goodenough fait partie de l'équipe de chercheurs impliqués dans le projet Coordinated Investigation of Micronesian Anthropology, un projet à grande échelle dirigé par Murdock et financé par l'Office of Naval Research. Murdock avait pour mission d'étudier le comportement social et la religion. Il a travaillé sur le terrain à Chuuk avec Murdock pendant sept mois en 1947. Cette recherche avait pour but de fournir au gouvernement américain des informations de base sur la Micronésie, qu'il avait acquis des Japonais à la fin de la guerre. Il est également devenu un moment central dans l'histoire des études micronésiennes et est devenu le début de l'ethnographie moderne dans cette région.
Goodenough a obtenu son doctorat intitulé A Grammar of Social Interaction en 1949. Il a ensuite été retravaillé et publié sous le titre Property, Kin, and Community on Truk. Marshall et Caughey le décrivent comme "la première publication issue du CIMA, l'un des classiques de l'ethnographie du Pacifique". De 1948 à 1949, Goodenough a occupé un poste d'enseignant en anthropologie à l'université du Wisconsin à Madison. Il est parti à l'université de Pennsylvanie en 1949, où il est resté jusqu'à sa retraite en 1989. En 1951, il a mené d'autres travaux sur le terrain à Kiribati, et en 1954, il a formé un groupe avec ses étudiants diplômés sur une enquête ethnographique collaborative de la Nouvelle-Bretagne, en Papouasie-Nouvelle-Guinée. Il s'agit notamment d'anthropologues comme Ann Chowning et Charles Valentine et Edith Valentine.
Au milieu des années cinquante, Goodenough s'est acquis une réputation de théoricien anthropologique. Dans des articles comme "Componential Analysis and the Study of Meaning", il a été le pionnier d'une étude scientifique rigoureuse de la culture. Mais il était aussi actif sur d'autres fronts. Son long volume Cooperation in Change: An Anthropological Approach to Community Development (1963) a été une contribution importante à l'anthropologie appliquée, et il a également terminé un manuel intitulé Culture, langue et société (1981). En 1968, il a été invité à donner les conférences Lewis Henry Morgan, l'une des plus hautes distinctions en anthropologie américaine, qui ont été publiées plus tard sous le titre Description et comparaison en anthropologie culturelle. Tout au long de sa carrière, Goodenough a continué à produire des ouvrages ethnographique spécialisés sur la Micronésie, notamment un Trukese-Englisg Dictionary (1990) et une monographie sur les traditions religieuses pré-chrétiennes à Chuuk intitulée Under Heaven's Brow (2002).
Comme il a mûri Goodenough a continué à gagner en éminence et a reçu des honneurs et des récompenses supplémentaires. Il a été président de la Society for Applied Anthropology en 1963, rédacteur en chef de la revue American Anthropologist (la meilleure revue d'anthropologie américaine) de 1966 à 1970, membre élu de la section Anthropologie de l'Académie nationale des sciences en 1971 et président de l'Institute on Religion in an Age of Science en 1987. Il a été directeur de département à Penn de 1976 à 1982. Goodenough a également occupé des postes de visiteur à l'université Cornell, au Qwarthmore College, au Bryn Mawr College, à l'université d'Hawaï, à l'université du Wisconsin à Milwaukee, à l'université Yale, au Colorado College, à l'université de Rochester et au St. Patrick's College en Irlande.

## Idées principales et contributions
Expert en matière de parenté Chuuk, son travail le plus connu est le développement d'une méthode d'application de l'analyse componentielle à l'étude de la terminologie de la parenté, et ses désaccords avec David M. Schneider sur la valeur des analyses formelles de la terminologie de la parenté. Il a également développé la théorie du statut/rôle de Ralph Linton, en appliquant également une analyse des composantes structurelles.

## Sélection de publications
- 1951. Property, Kin and Community on Truk. Yale University Publications in Anthropology, No. 46.
- 1955. "A Problem in Malayo-Polynesian Social Organization." American Anthropologist 57:71-83.
- 1956. "Residence Rules." Southwestern Journal of Anthropology 12:22-37.
- 1956. "Componential Analysis and the Study of Meaning." Language32(1):195-216.
- 1957. "Oceana and the Problem of Controls in the Study of Cultural and Human Evolution." Journal of the Polynesian Society 66:146-155.
- 1957. "Cultural anthropology and linguistics". In: Garvin, Paul L. (Hg.): Report of the Seventh Annual Round table Meeting on Linguistics and Language Study. Washington: Georgetown University, Monograph Series on Language and Linguistics No. 9. P. 167–173
- 1964. (Editor) Explorations in Cultural Anthropology: Essays in Honor of George Peter Murdock. New York: McGraw-Hill Book Company.
- 1965. "Yankee Kinship Terminology: A Problem in Componential Analysis." In E.A. Hammel, ed., Formal Semantic Analysis, pp259–297. Special Publication, American Anthropologist, vol. 67, no. 5, pt. 2.
- 1963. Cooperation in Change: An Anthropological Approach to Community Development. New York: Russell Sage Foundation.
- 1970. Description and Comparison in Cultural Anthropology. Chicago: Aldine.
- 1971. Culture Language and Society. Reading, Mass.: Addison-Wesley Modular Publications, No. 7.
- 2002. Under Heaven’s Brow: Pre-Christian Religious Tradition in Chuuk.Memoirs of the American Philosophical Society, Volume 246. Philadelphia: American Philosophical Society.
- "In Pursuit of Culture". Annual Review of Anthropology. 32: 1–12. 2003. doi:10.1146/annurev.anthro.32.061002.093257.